# Динамо-2 (Київ)
Динамо-2 — колишня резервна команда київського «Динамо», утворена 1946 року на базі дитячо-юнацької школи «Динамо», якою на той час керував Микола Фоміних. З 1965 року виступала у змаганнях серед майстрів і у чемпіонатах СРСР для дублюючих складів. З 1992 по 2016 роки виступала під назвою «Динамо-2» в першій лізі України.

## Історія

### Хронологія назв
- 1965: «Динамо-2»
- 1966–1991: «Динамо-Д»
- 1992–2016: «Динамо-2»

### Радянський період
Провела перший офіційний матч у 1946 році. До 1965 року виступала в чемпіонаті міста, у 1950–1951 та 1956–1959 також у чемпіонаті Української РСР, але в фінальних турнірах команда грала без особливих успіхів. 11 квітня 1965 року у Івано-Франківську київське «Динамо-2» дебютувало у класі «Б» першості СРСР, програвши з рахунком 0:3. У тому році «Динамо-2» посіло 13-те місце серед 16-ти команд. Найкращі бомбардири команди: Павло Богодєлов — 9, М. Бузницький — 6 м'ячів.

### Український період
Нове відродження команди відбулося в 1992 році, «Динамо-2» було включене до змагань першого національного чемпіонату України серед команд першої ліги. Кияни посіли 7 місце у групі «А». З самого початку динамівці не переслідували серйозних завдань, посідаючи місця в середині турнірних таблиць. Але згодом ситуація змінилася.
Перший успіх прийшов до киян в сезоні 1996/97, коли динамівці стали володарями срібних нагород чемпіонату, а нападник киян Олексій Антюхін став найкращим бомбардиром чемпіонату. За підсумками згаданого сезону динамівці вибороли путівку до вищої ліги, оскільки тогочасний регламент цього не забороняв, але здоровий глузд взяв гору і у вищу лігу перейшов маріупольський «Металург», який в тому сезоні був третім призером чемпіонату. В наступному сезоні футболісти «Динамо-2» повторили свій успіх, а в сезонах 1998/99, 1999/2000 та 2000/01 ставали переможцями першої ліги. Успіхи, що прийшли до команди, починаючи з другої половини 90-х, пов'язані насамперед специфікою регламенту. Досить довго він дозволяв гравцям основного складу виходити у формі другої команди, а траплялося, й третьої команди клубу, що викликало справедливі нарікання з боку інших учасників змагань.
Як би там не було, а триразовими чемпіонами України в складі «Динамо-2» стали: В'ячеслав Кернозенко, Олександр Радченко, Олег Венглінський, Андрій Несмачний, Сергій Коновалов, Сергій Федоров, Василь Кардаш, Олексій Герасименко, Володимир Єзерський, Сергій Серебренников, Дмитро Михайленко, Артем Яшкін, Віталій Лисицький. Усі вони входили до складу збірної України, а Герасименко входив до складу збірної Росії.
У 2004 році ПФЛ нарешті зважилася на певні обмеження щодо обміну гравців між клубами. Спочатку «основі» дозволили делегувати у дочірню команду максимум чотирьох гравців, а починаючи з 2005 року, після введення змагань дублюючих складів, футбольні функціонери дозволили рух лише в одному напрямку — знизу вверх. Причому, без жодних обмежень. Зате будь-хто з гравців будь-якої команди клубу без проблем може грати за «дубль». Згадані обставини, безперечно, наклали свій відбиток на виступи «Динамо-2». Після п'яти поспіль призових місць у 1997–2001 роках, у чотирьох наступних сезонах динамівська молодь потрапила до числа призерів лише одного разу, в сезоні 2002/03. У двох наступних сезонах кияни фінішували четвертими.
У Кубку України футболісти «Динамо-2» провели 19 матчів: 6 перемог, 6 нічиїх, 7 поразок, різниця м'ячів 28-32.
У 2016 році команда припинила існування.

## Рекорди
- Найбільше всіх матчів у складі киян провели: Сергій Федоров — 191 матч, Артем Бутенін — 171, Олег Венглінський — 168, В'ячеслав Кернозенко — 164, Дмитро Кушніров — 142[1].
- Найкращі бомбардири команди: Олег Венглінський — 64 голи, Олександр Алієв — 53, Андрій Гусін — 36, Віталій Самойлов — 35, Дмитро Воробей — 33, Олександр Косирін — 28, Андрій Зав'ялов — 25, Дмитро Михайленко — 22, Ігор Костюк — 22, Олексій Антюхін — 22, Сергій Серебренников — 21 м'яч.
- Рекордсмен за сезон: Олексій Антюхін — 22 м'яча (1996/97р.р.).
- Найкращі бомбардири у Кубку України: Андрій Шевченко — 5, Віктор Бєлкін — 3 м'яча.
- Найкращий показник у Кубку України: вихід до 1/8 фіналу, де вони поступилися донецькому «Шахтарю» — 0:2 в додатковий час (1995/96).
- У Кубку України:

найбільша перемога над дніпропетровським «Дніпром» з рахунком 3:1; 
найбільша поразка від одеського «Чорноморця» — 0:4.
- У першій лізі України:

найбільша перемога: 8:0 над «Авангардом-Індустрія» (Ровеньки) (1997/98)
найбільша поразка: 0:5 від «Прикарпаття» (Івано-Франківськ) (2007/08).
найрезультативніший матч: 5:7 «Металіст» (Харків) — «Динамо-2» (2003/04).

## Досягнення
Переможець першої ліги України: 1998/99, 1999/2000 та 2000/01

## Рекордсмени клубу

### Гравці з найбільшою кількістю голів
| #    | Ім'я              | Чемпіонат | Кубок | Всього |
| ---- | ----------------- | --------- | ----- | ------ |
| 1    | Олег Венглінський | 64        | 0     | 64     |
| 2    | Олександр Алієв   | 55        | 0     | 55     |
| 3    | Андрій Гусін      | 36        | 1     | 37     |
| 4    | Віталій Самойлов  | 35        | 1     | 36     |
| 5    | Дмитро Воробей    | 34        | 0     | 34     |
| 6    | Олександр Косирін | 31        | 0     | 31     |
| 7    | Андрій Зав'ялов   | 25        | 2     | 27     |
| 8    | Дмитро Коркішко   | 23        | 0     | 23     |
| 9-10 | Олексій Антюхін   | 22        | 0     | 22     |
| 9-10 | Ігор Костюк       | 22        | 0     | 22     |

### Гравці з найбільшою кількістю матчів
| #    | Ім'я                 | Чемпіонат | Кубок | Всього |
| ---- | -------------------- | --------- | ----- | ------ |
| 1    | Сергій Федоров       | 189       | 1     | 190    |
| 2    | Олег Венглінський    | 169       | 4     | 173    |
| 3    | В'ячеслав Кернозенко | 164       | 8     | 172    |
| 4    | Артем Бутенін        | 171       | 0     | 171    |
| 5    | Олександр М. Головко | 139       | 10    | 149    |
| 6    | Євген Морозенко      | 148       | 0     | 148    |
| 7    | Дієґо Суарес         | 147       | 0     | 147    |
| 8-10 | Володимир Анікеєв    | 135       | 10    | 145    |
| 8-10 | Сергій Баланчук      | 137       | 8     | 145    |
| 8-10 | Тарас Луценко        | 141       | 4     | 145    |

## Статистика
| Сезон   | Ліга      | Місце | І  | В  | Н  | П  | ГЗ | ГП | О  | Кубок України[2]          | Примітки          |
| ------- | --------- | ----- | -- | -- | -- | -- | -- | -- | -- | ------------------------- | ----------------- |
| 1992    | Перша «A» | 7     | 26 | 9  | 10 | 7  | 33 | 23 | 28 | не брав участі            |                   |
| 1992-93 | Перша     | 15    | 42 | 10 | 17 | 15 | 48 | 39 | 37 | 1/16 фіналу               |                   |
| 1993-94 | Перша     | 7     | 38 | 16 | 8  | 14 | 50 | 37 | 40 | 1/64 фіналу               |                   |
| 1994-95 | Перша     | 7     | 42 | 19 | 8  | 15 | 65 | 40 | 65 | 1/16 фіналу (другий етап) |                   |
| 1995-96 | Перша     | 6     | 42 | 20 | 12 | 10 | 64 | 42 | 72 | 1/16 фіналу               |                   |
| 1996-97 | Перша     | 2     | 46 | 29 | 8  | 9  | 91 | 33 | 95 | 1/32 фіналу               |                   |
| 1997-98 | Перша     | 2     | 42 | 28 | 9  | 5  | 90 | 31 | 93 | 1/32 фіналу               |                   |
| 1998-99 | Перша     | 1     | 38 | 27 | 7  | 4  | 78 | 27 | 88 | 1/64 фіналу               |                   |
| 1999-00 | Перша     | 1     | 34 | 22 | 7  | 5  | 75 | 21 | 73 |                           |                   |
| 2000-01 | Перша     | 1     | 26 | 10 | 10 | 6  | 30 | 23 | 40 |                           |                   |
| 2001-02 | Перша     | 8     | 34 | 11 | 14 | 9  | 42 | 32 | 47 |                           |                   |
| 2002-03 | Перша     | 3     | 34 | 18 | 10 | 6  | 56 | 28 | 64 |                           |                   |
| 2003-04 | Перша     | 4     | 34 | 18 | 5  | 11 | 65 | 35 | 59 |                           |                   |
| 2004-05 | Перша     | 4     | 34 | 16 | 6  | 12 | 48 | 33 | 54 |                           |                   |
| 2005-06 | Перша     | 5     | 34 | 15 | 7  | 12 | 51 | 36 | 52 |                           |                   |
| 2006-07 | Перша     | 6     | 36 | 17 | 8  | 11 | 53 | 37 | 59 |                           |                   |
| 2007-08 | Перша     | 5     | 38 | 19 | 6  | 13 | 64 | 52 | 63 |                           |                   |
| 2008-09 | Перша     | 8     | 32 | 11 | 14 | 7  | 43 | 42 | 47 |                           |                   |
| 2009-10 | Перша     | 13    | 34 | 12 | 5  | 17 | 35 | 46 | 41 |                           |                   |
| 2010-11 | Перша     | 8     | 34 | 15 | 7  | 12 | 39 | 35 | 52 |                           |                   |
| 2011-12 | Перша     | 7     | 34 | 15 | 5  | 14 | 41 | 39 | 50 |                           |                   |
| 2012-13 | Перша     | 15    | 34 | 8  | 6  | 20 | 31 | 55 | 30 |                           | Плей-оф[3]        |
| 2013-14 | Перша     | 14    | 30 | 8  | 8  | 14 | 29 | 30 | 32 |                           |                   |
| 2014-15 | Перша     | 6     | 30 | 12 | 8  | 10 | 35 | 29 | 44 |                           |                   |
| 2015-16 | Перша     | 11    | 30 | 9  | 9  | 12 | 27 | 34 | 36 |                           | Знявся зі змагань |